# Наскальные рисунки Гобустана
Наскальные рисунки Гобустана (азерб. Qobustan petroqlifləri) — расположенные на территории Гобустанского заповедника в Азербайджане наскальные изображения. Рисунки Гобустана выбиты и нацарапаны на скалах в период с раннего неолита до средневековья. Их насчитывается более 6000, среди которых есть рисунки, возраст которых не менее 25 тысяч лет.

## Исследования
О Гобустанских петроглифах русские учёные знали ещё в 40-х гг. XIX века. 
В 1939 году азербайджанский археолог Исхак Джафарзаде начал исследование изображений, задокументировав около 3 500 наскальных рисунков.
В архивах Петербургской Академии наук даже было 3-4 отчета по этой теме. Английскими инженерами-нефтяниками приглашались в эти места профессора из Оксфордского университета и их спутники. У входа в главную пещеру имеется русскоязычная надпись 1905 года, которая гласит, что в этих местах побывал некий Крузе. Изображения лодок изучались также норвежским исследователем Туром Хейердалом.

## Описание
Наскальные рисунки находятся на территории нескольких гор: Беюкдаш (Большой Камень), Кичикдаш (Маленькии Камень) и вокруг полукруглой, самой большой горы — Кянизадаг — грязевого вулкана. Удивительные рисунки встречаются преимущественно в пещерах, на обломках скал.
Рисунки отражают хозяйственную жизнь, быт, магические и тотемические представления древних людей, их религиозные обряды, сцены охоты на различных диких животных и т. д. Встречаются изображения мужчин и женщин, сцены рыболовства, различных диких животных. Также можно встретить изображения скачущих на лошадях охотников, одинокую богатырскую фигуру жнеца с серпом, хороводы пляшущих человеческих фигур, лодок с гребцами и солярные знаки. Сцены с танцами изображены на Беюкдаше и предположительно относятся к III—II тысячелетиями до н. э. По датировке, первые рисунки были крупного размера, а в более поздние века, в эпоху бронзы и последующие века, размер рисунков уменьшался. В раннее средневековье, в VIII—IX веках, и в позднюю эпоху в связи с тем, что хозяйственная роль охоты уменьшалась, а перенос рисунков на керамические и металлические изделия участился, а также благодаря распространению ислама, запрещавшего изображения людей и животных, рисунки на скалах стали упрощаться до такой степени, что становились схематичными.
В районе Гобустана высечение на скалах рисунков пастухами сохранялась до конца XIX века, а в отдельных случаях и позже.
Изображенные мужчины, в обязательном порядке, были в охотничьем обличии и имели лук и стрелы. Рост их был высокий, тело стройным. Также имеются изображения сцен схваток, где в руках у мужчин нарисованы такие оружия как палка или нож.
Женщины на изображениях нарисованы как представители матриархата — полные, так и женщины-воины с тонкой талией и луками. Такие рисунки встречаются в пещере «Семь красавиц».
Среди рисунков также можно встретить изображения таких видов животных как дикие козы, олени, джейраны, лошади, а также львы и другие. Имеются не мало изображений птиц, морских животных — рыб, змей и т. д. Кроме диких животных, нарисованы также одомашненные, например, прирученные собаки.
В наскальных рисунках также нашли отражения скотоводческо-земледельческого хозяйства региона.
Среди наскальных рисунков Язылытепе и Беюкдаш, которые относятся к III—II тысячелетий до н. э, можно встретить сцены конной охоты на таких животных, как антилопа, олень, коза и др. Изображенными оружиями были трезубцы, копья, арканы и многое другое. Кроме того имелись также рисунки пронзенных копьем животных, что предположительно символизирует магические ритуалы
В наскальных рисунках Беюкдаш изображены различные лодки, в носовой части некоторых изображено солнце (в бронзовую эпоху на территории современного Азербайджана был широко распространен культ солнца), а также люди с луками.

## Галерея

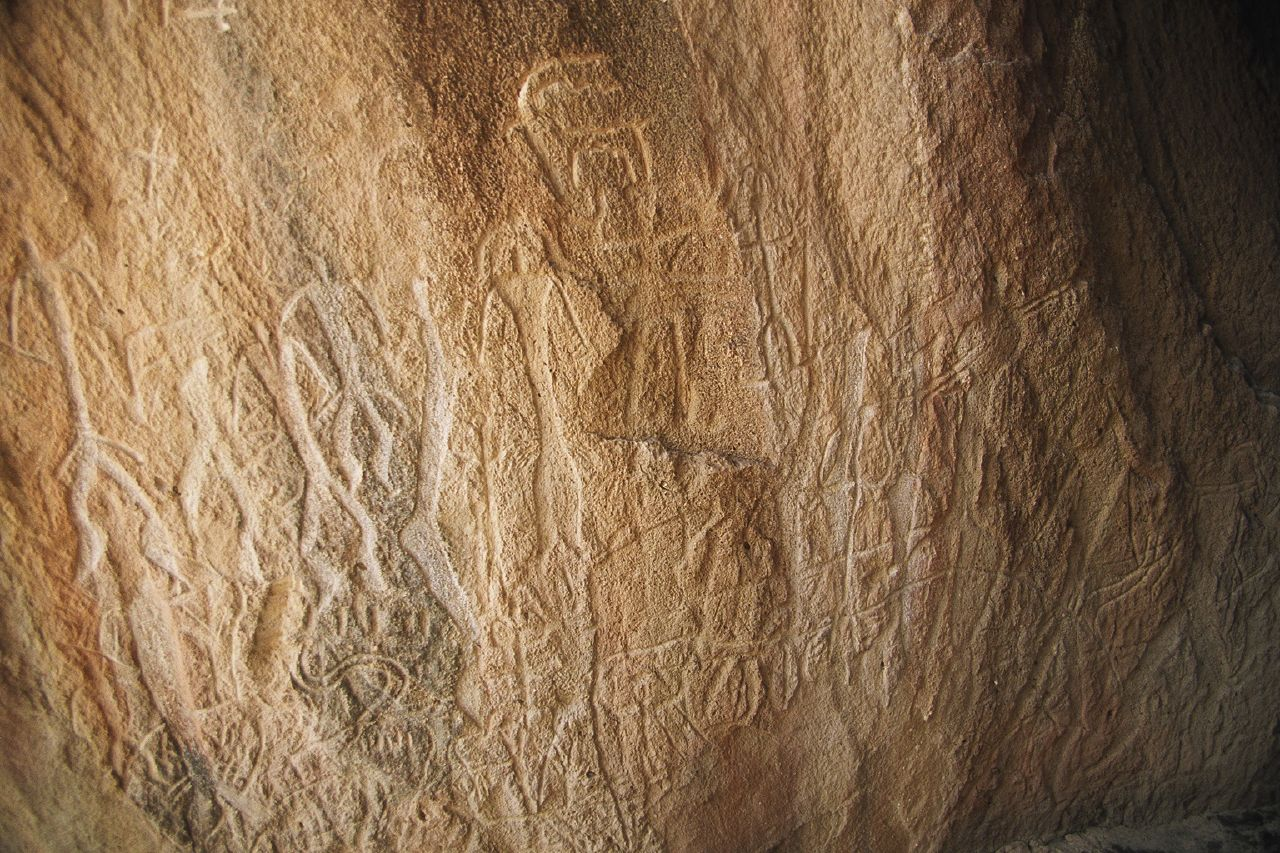
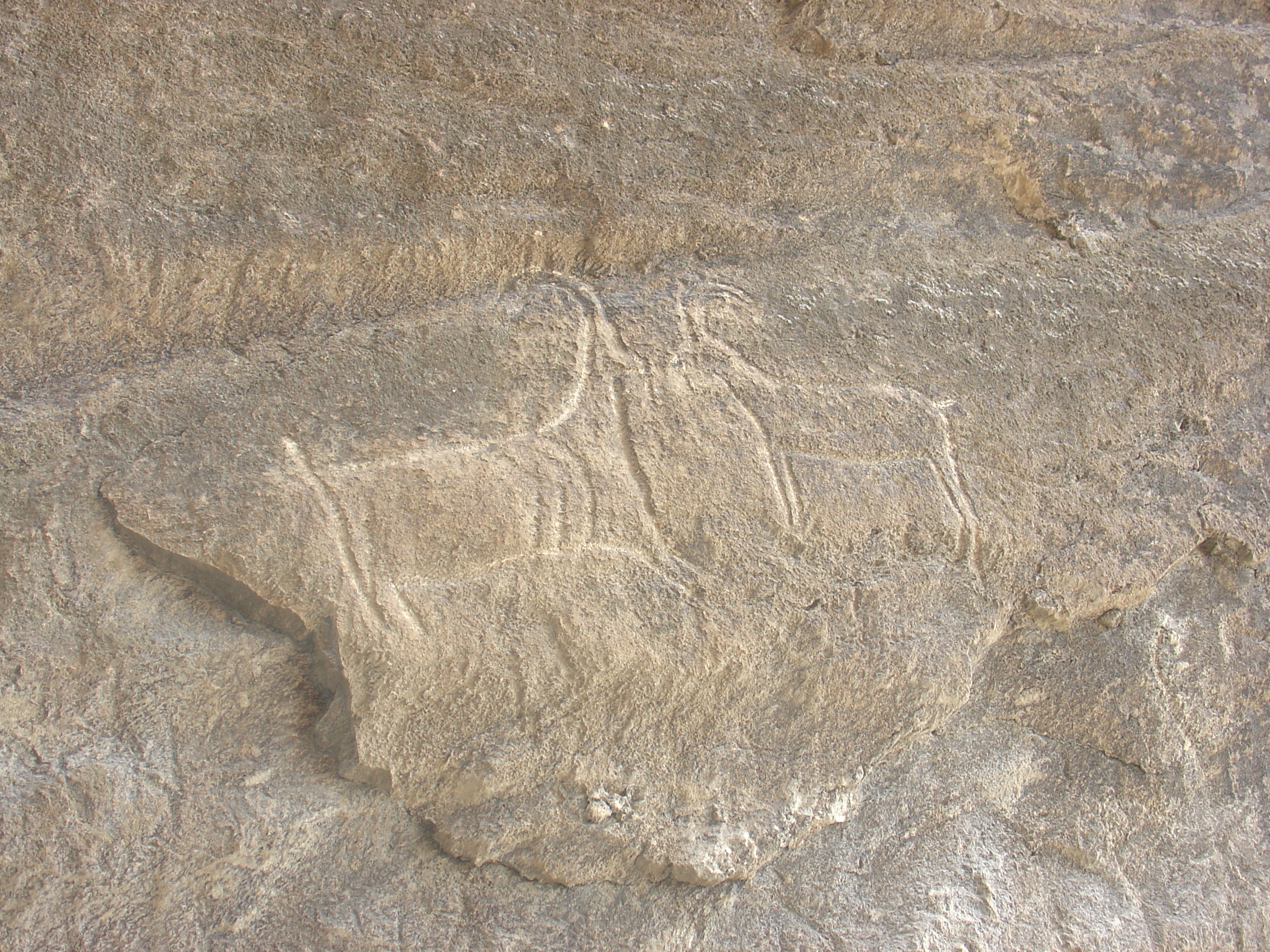
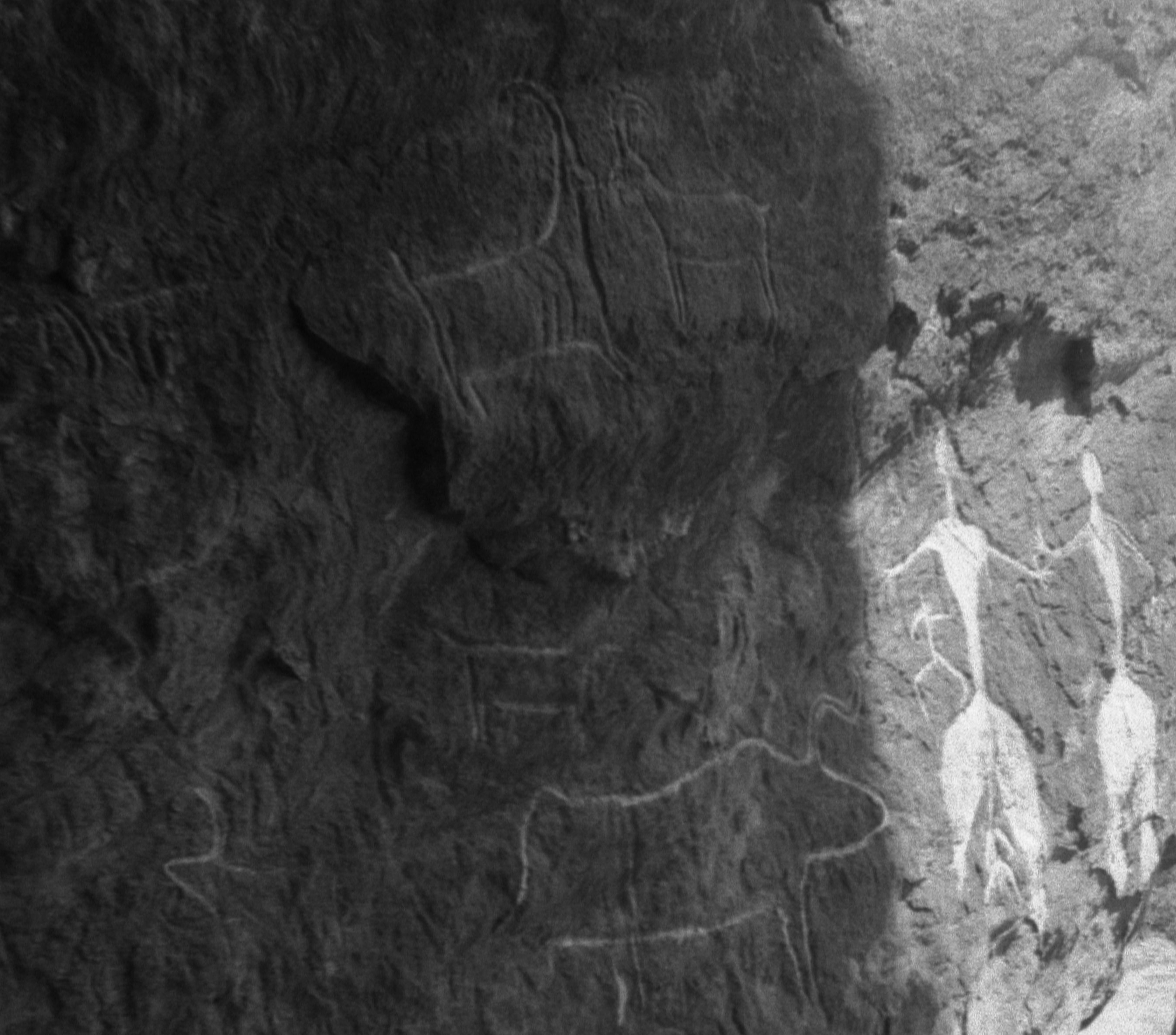
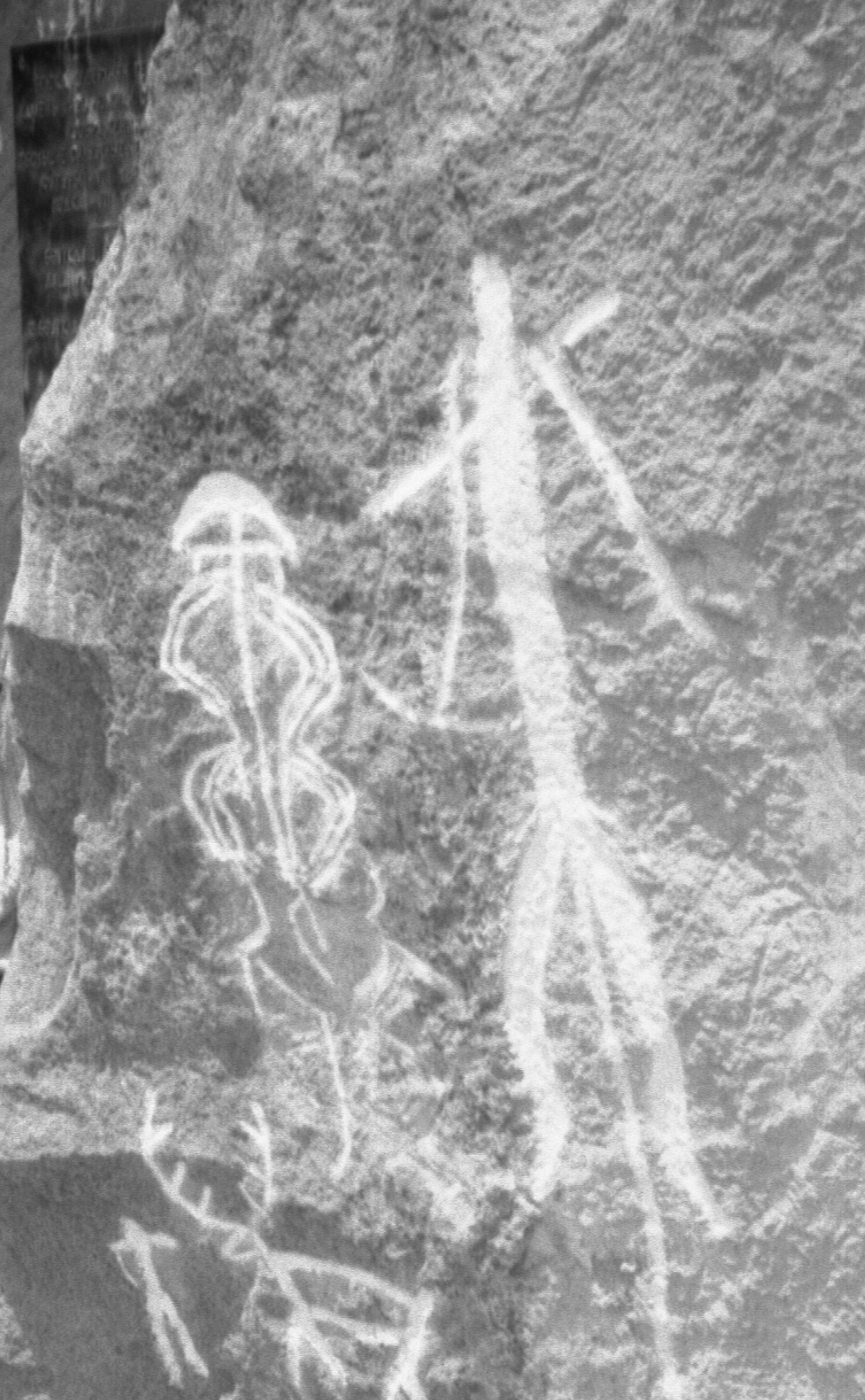
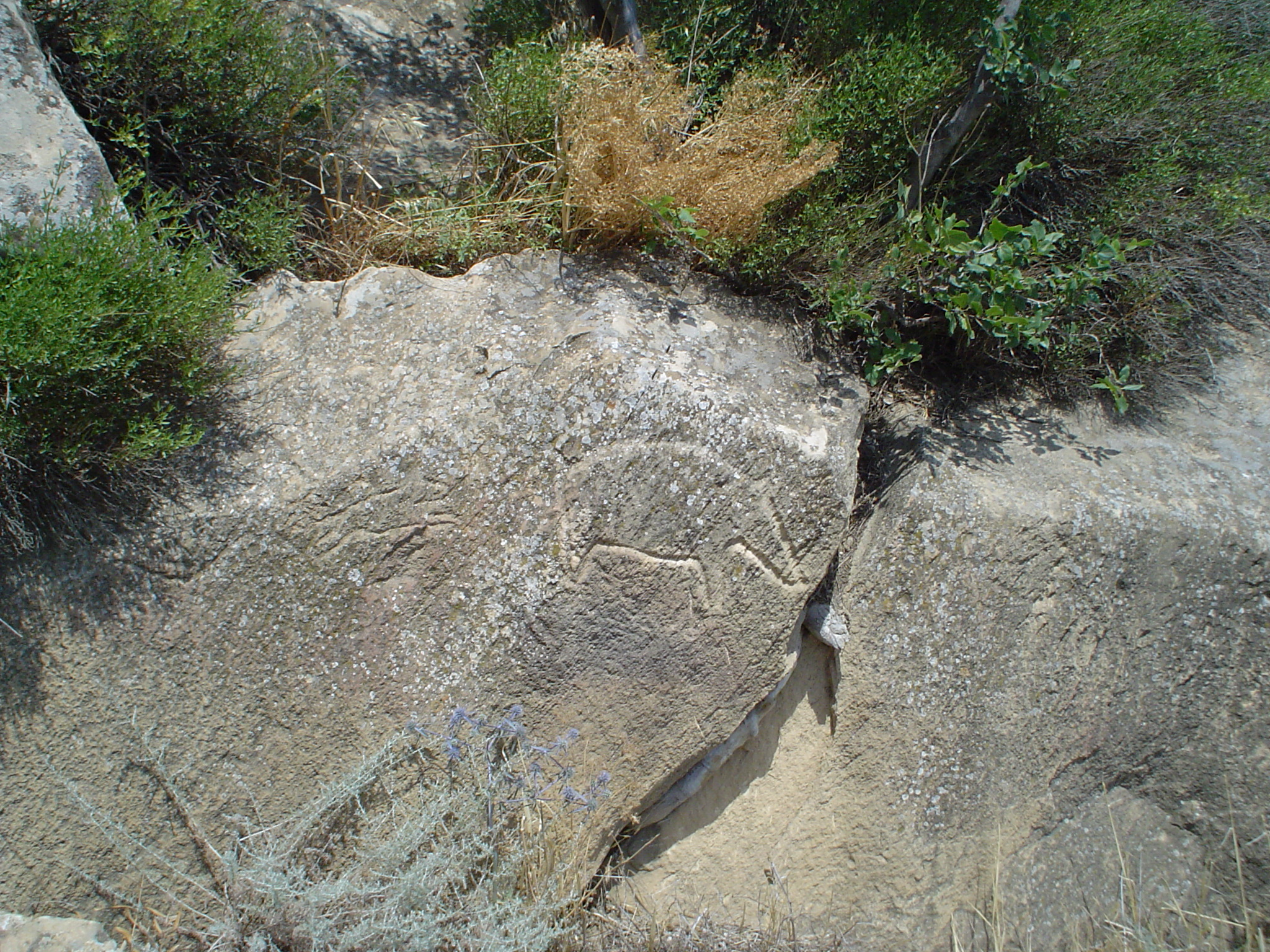
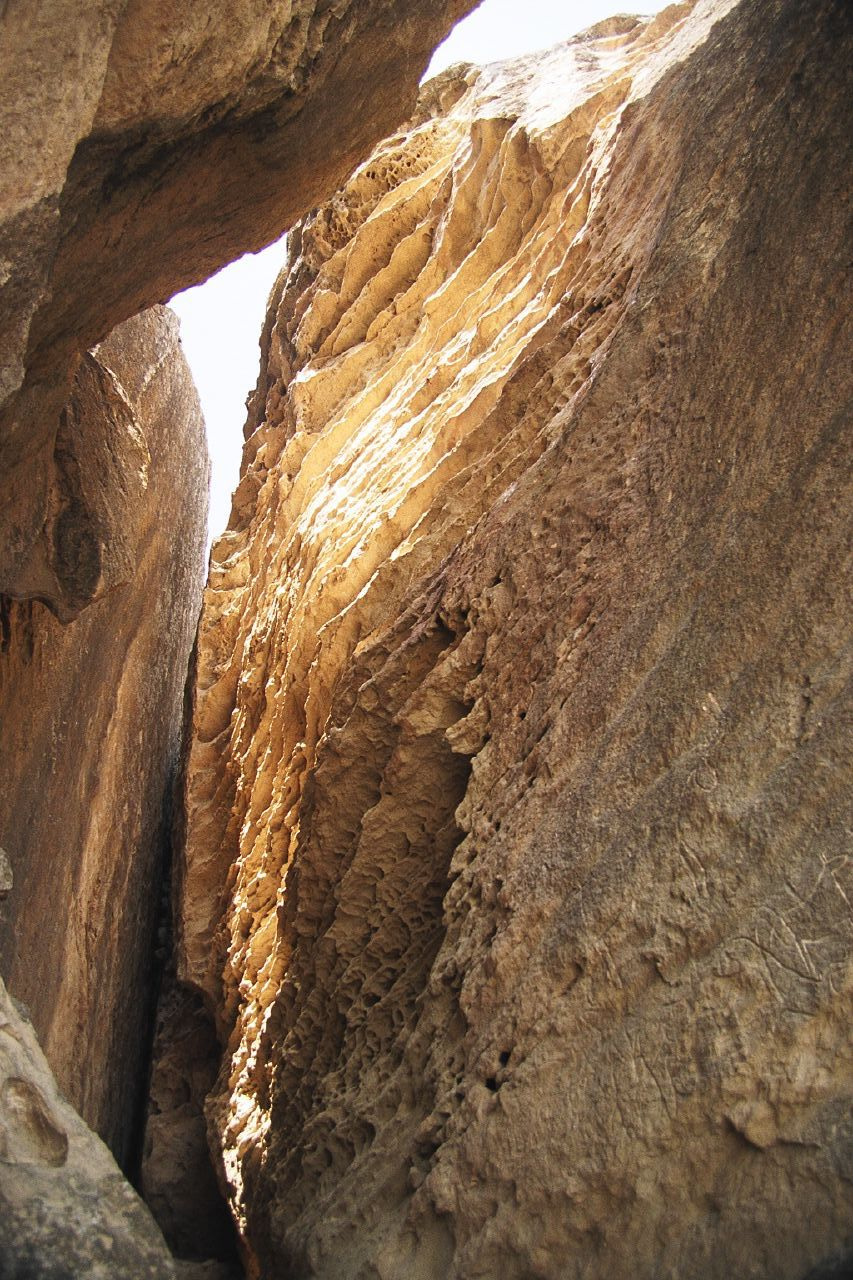
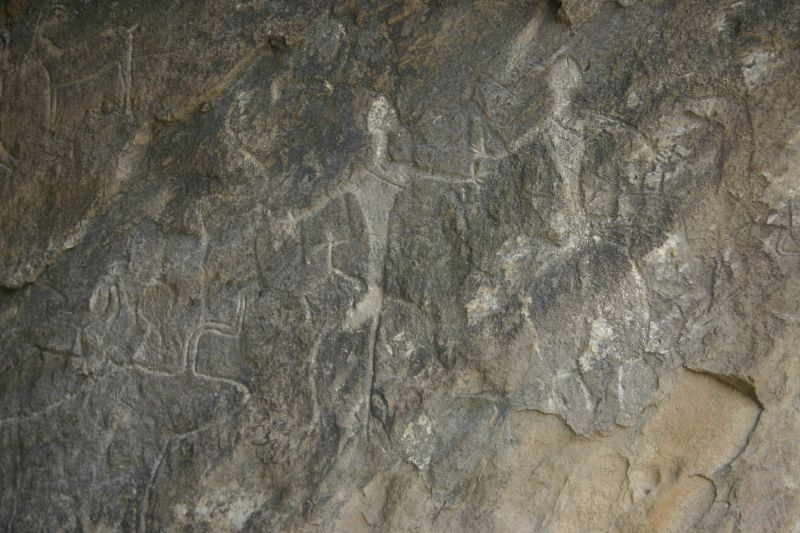
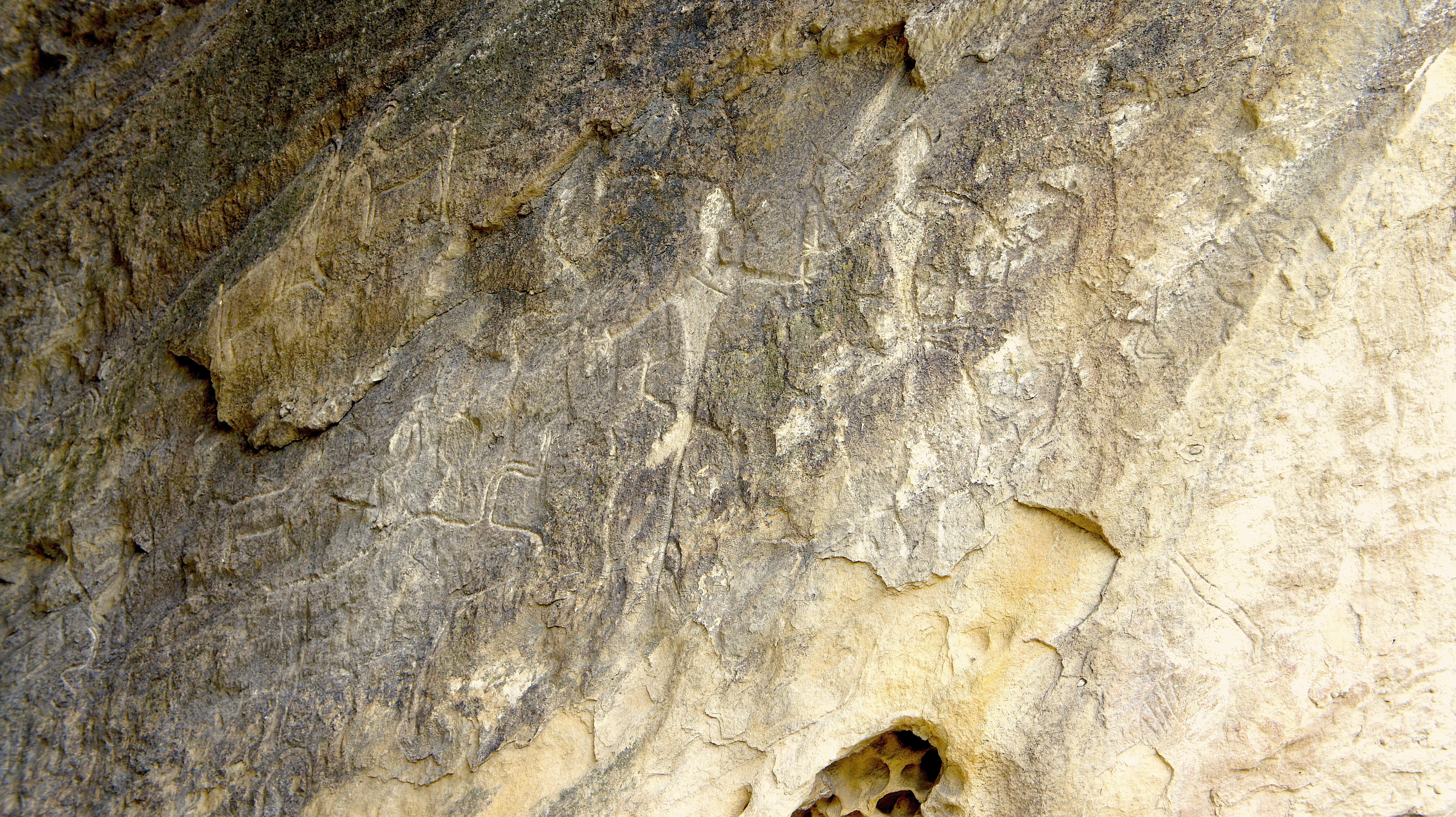